# Vandana Singh
Œuvres principales
- Infinités

Vandana Singh, née à New Delhi, est une physicienne et écrivaine de science-fiction indienne,,, et de science-fiction féministe,,,. Elle est professeure associée et cheffe du département de physique et des sciences de la Terre à l'Université d'État de Framingham dans le Massachusetts,. Singh siège également au conseil consultatif du METI (Messaging Extraterrestrial Intelligence) (en).

## Œuvres

### Recueils de nouvelles
- Infinités, Denoël, coll. « Lunes d'encre », 2016 ((en) The Woman Who Thought She Was a Planet and Other Stories, 2008), trad. Jean-Daniel Brèque, 288 p.  (ISBN 978-2-207-13128-2)Contient deux nouvelles inédites Conservation Laws et Infinities
- (en) Ambiguity Machines and Other Stories, 2018Contient la nouvelle inédite Requiem
- (en) Utopias of the Third Kind Plus..., 2022

### Nouvelles
- La Chambre sur le toit, 2016 ((en) The Room on the Roof, 2002)Publiée dans l'anthologie Polyphony puis en français dans le recueil Infinités
- La Femme qui se croyait planète, 2016 ((en) The Woman Who Thought She Was a Planet, 2003)Publiée dans les anthologies Trampoline et Sisters of the Revolution : a Feminist Speculative Fiction Anthology puis en français dans le recueil Infinités
- L'Épouse, 2016 ((en) The Wife, 2003)Publiée dans l'anthologie Polyphony (volume 3) puis en français dans le recueil Infinités
- Trois contes de la rivière du ciel. Mythes de l'ère des astronautes, 2016 ((en) Three Tales from Sky River: Myths for a Starfaring Age, 2004)Publiée dans Strange Horizons puis en français dans le recueil Infinités
- Soif, 2016 ((en) Thirst, 2004)Publiée dans The 3rd Alternative puis en français dans le recueil Infinités
- Delhi, 2006 ((en) Delhi, 2004)Publiée dans l'anthologie So Long Been Dreaming puis en français dans la revue Fiction no 3 puis dans le recueil Infinités
- Le Tétraèdre, 2008 ((en) The Tetrahedron, 2005)Publiée dans Internova puis en français dans la revue Fiction no 8 puis dans le recueil Infinités
- (en) The Sign in the Window, 2005Publiée dans Rabid Transit: Menagerie
- Faim, 2016 ((en) Hunger, 2007)Publiée dans l'anthologie Interfictions puis en français dans le recueil Infinités
- (en) Life-pod, 2007Publiée dans Foundation - The International Review of Science Fiction
- (en) Of Love and Other Monsters, 2007
- (en) Oblivion: A Journey, 2008Publiée dans l'anthologie Clockwork Phoenix
- (en) Distances, 2008
- C'est vous Sannata3159 ?, 2020 ((en) Are You Sannata3159?, 2010)Publiée dans la revue Bifrost no 98
- (en) Somadeva: A Sky River Sutra, 2010
- (en) Indra's Web, 2011
- (en) Ruminations in an Alien Tongue, 2012
- (en) A Handful of Rice, 2012
- (en) With Fate Conspire, 2013
- (en) Sailing the Antarsa, 2013
- (en) Cry of the Kharchal, 2013
- (en) Peripateia, 2013
- (en) Arctic Light, 2014
- (en) Entanglement, 2014
- (en) Wake-Rider, 2014
- (en) Ambiguity Machines: An Examination, 2015
- (en) Yakshantariksh, 2015
- (en) Of Wind and Fire, 2016
- (en) The Mountain, 2017
- (en) Shikasta, 2017
- (en) A Subtle Web: A Tale from the Somadeva Chronicles, 2018
- (en) Widdam, 2018
- (en) Requiem, 2018
- (en) Reunion, 2019
- (en) Mother Ocean, 2019
- (en) A Different Sea, 2021
- (en) Ruminations in an Alien Tongue, 2021

### Fictions pour enfants
- (en) Younguncle Comes to Town, 2004
- (en) Younguncle in the Himalayas, 2015

### Poésie
- (en) A Portrait of the Artist, 2003Publiée dans Strange Horizons - Deuxième place au prix Rhysling de poésie spéculative 2004 (catégorie poème long)
- (en) Syllabes of Old Lore, 2006Publiée dans l'anthologie Mythic
- (en) The Choices of Leaves, 2006Publiée dans l'anthologie Mythic